# Arjayadengjayaketana
Velika kraljica Arjayadengjayaketana bila je vladarica otoka Balija u Indoneziji. Bila je živa 1200. godine.
Njezin je prethodnik bio kralj Jayapangus. (On joj je možda bio otac.)
Čini se da je ona bila majka kralja Hajija Ekajayalancane te neko vrijeme regent.
Arjayadengjayaketanu i njezina sina naslijedio je kralj Bhatara Guru Śri Adikuntiketana.